# MySensors
MySensors és un marc de programari de bricolatge (fes-ho tu mateix) gratuït i de codi obert per a dispositius sense fil IoT (acrònim d'Internet de les coses) que permet que els dispositius es comuniquin mitjançant transmissors de ràdio. La biblioteca es va desenvolupar originalment per a la plataforma Arduino.
Els dispositius MySensors creen una xarxa de ràdio virtual de nodes que forma automàticament una estructura de malla autocurativa. Cada node pot transmetre missatges per a altres nodes per cobrir distàncies més grans mitjançant transceptors senzills de curt abast. Cada node pot tenir diversos sensors o actuadors connectats i pot interactuar amb altres nodes de la xarxa.
La xarxa de ràdio pot constar de fins a 254 nodes on un node pot actuar com a porta d'entrada a Internet o un controlador domòtic. El controlador afegeix funcionalitats a la xarxa de ràdio, com ara l'assignació d'identificadors i la consciència del temps.
El marc es pot executar de manera nativa a les plataformes i microcontroladors següents:
- Linux / Raspberry Pi
- ATMega 328P
- ESP8266
- ESP32
- ARM Cortex M0 (principalment el nucli Atmel SAMD tal com s'utilitza a Arduino Zero)